# منور حسین نانو
منور حسین نانو (بنگالی: মনোয়ার হোসেন নান্নু؛ ۲۷ اوت ۱۹۴۸ – ۱۶ فوریهٔ ۲۰۰۸) بازیکن فوتبال اهل بنگلادش بود.
وی همچنین در تیم ملی فوتبال بنگلادش بازی کرده است.